# Gresik United
El Gresik United Fútbol Club es un equipo de fútbol de Indonesia que milita en la Liga 2 de Indonesia, la segunda liga de fútbol más importante del país.

## Historia
Fue fundado el 2 de diciembre del 2005 en la ciudad de Gresik, al este de Java tras la fusión de los equipos locales Petrokimia Putra (fundado en 1988) y Persegres Gresik y nunca han sido campeones de liga ni tampoco han conseguido algún título importante desde el 2005, aunque el Petrokimia Putra consiguió un subcampeonato en la temporada 1994/95.
A nivel internacional estuvieron en 2 torneos continentales cuando eran el Petrokimia Putra, en donde su mejor participación ha sido en la Recopa de la AFC 1995-96, en la cual fueron eliminados en los cuartos de final por el Bellmare Hiratsuka de Japón, equipo que al final ganó esa copa.

## Participación en competiciones de la AFC
| Temporada | Torneo                      | Ronda            | Club               | Resultado    |
| --------- | --------------------------- | ---------------- | ------------------ | ------------ |
| 1995/96   | Recopa de la AFC            | 2                | Rajapracha UCOM FC | 3-2, 4-5 (a) |
| 1995/96   | Recopa de la AFC            | Cuartos de final | Bellmare Hiratsuka | 1-1, 0-6     |
| 2003      | Liga de Campeones de la AFC | 1                | Shanghai Shenhua   | 3-1, 1-5     |

## Entrenadores
- Serghei Dubrovin (2002-2003)
- Suharno (2012-2013)
- Widodo Putro (2013)